# Teengenerate
Teengenerate fue una banda japonesa de rock formada en 1993, en la ciudad de Tokio, Japón, con solo 3 años de carrera musical. Es considerado uno de los grupos precursores del punk rock japonés en la década de los 90 y con una caracterización underground en su imagen y música, así mismo considerado un grupo de culto.
Uno de los sencillos más conocidos del grupo es "Dressed in Black".
El estilo de música del grupo es entre el punk rock prederteminadamente, y el garage punk.
Es caracterizada por su sonido humorístico y con letras de un sentido del humor e incomprendibilidad del inglés. 
Desde su separación en 1996, la mayoría de los miembros se trasladaron a los grupos: The Raydios, Firestarter, The Tweezers, American Soul Spiders, entre otros.
Forma parte del movimiento del garage rock japonés junto con grupos como: The 5.6.7.8's y Guitar Wolf. y a veces ha sido comparada con el grupo australiano Radio Birdman.
En el 2005 el grupo se volvió a reunir, únicamente para los seguidores de culto, haciendo algunas giras y presentaciones parciales en todo el mundo. Ese mismo año se produjo nuevamente su separación.

## Integrantes

### Exintegrantes
- Fifi - vocal, guitarra (? - ?)
- Fink - vocal de apoyo, guitarra (? - ?)
- Sammy - bajo (? - ?)
- Shoe - batería (? - ?)
- Suck - batería (? - ?)

## Discografía

### Álbumes de estudio
- 1994: "Get Action!" (Crypt Records)

### EP's
- 1993: "Audio Recording"
- 1996: "Savage!!! = Let's Go to the Top"

### Recopilaciones
- 1994: "Get More Action"
- 1995: "Smash Hits!!"

### Sencillos
- "Dressed in Black"
- "Let's Get Hurt"